# Provincia de Vélez (Santander)
Vélez es una de las provincias del departamento de Santander, integrante del mismo desde 1886, cuando los antiguos estados soberanos fueron convertidos en departamentos y sus divisiones internas, denominadas provincias. La provincia de Vélez está situada al sur del departamento, tiene una extensión de 8.058 km², siendo su capital el municipio de Vélez, fundada el 3 de julio de 1539 por el español Martín Galeano. En la economía destacan las artesanías de las conservas de frutas, bocadillo, el azúcar, la panela, las mieles de caña, los lienzos de algodón, alpargatas, cabuyas de fique y cerámicas de arcilla. En el Occidente de la provincia, concretamente en Cimitarra, Landázuri y Puerto Parra, la actividad económica principal, además de la agricultura, es la ganadería bovina y la explotación forestal, aprovechando los extensos bosques existentes alrededor del Parque nacional natural Serranía de los Yariguíes.  
Los municipios que conforman esta provincia son:
- Aguada
- Albania
- Barbosa
- Bolívar
- Cimitarra
- El Peñón
- Chipatá
- Florián
- Guavatá
- Güepsa
- Jesús María
- La Belleza
- La Paz
- Landázuri
- Puente Nacional
- Puerto Parra
- San Benito
- Sucre
- Vélez